# Мокрая Черновка
Мокрая Черновка — река в России, протекает по Кинель-Черкасскому району Самарской области.

## География и гидрология
Мокрая Черновка — левобережный приток реки Черновка, её устье находится около села Муханово, в 2 километрах от устья Черновки. Длина реки — 20 км. Площадь водосборного бассейна — 90 км².

## Данные водного реестра
По данным государственного водного реестра России относится к Нижневолжскому бассейновому округу, водохозяйственный участок реки — Большой Кинель от истока и до устья, без реки Кутулук от истока до Кутулукского гидроузла. Речной бассейн реки — Волга от верхнего Куйбышевского водохранилища до впадения в Каспий.
Код объекта в государственном водном реестре — 11010000812112100008456.